# Meslay (Calvados)
Pour les articles homonymes, voir Meslay.
Meslay est une commune française, située dans le département du Calvados en région Normandie, peuplée de 344 habitants.

## Géographie
La commune est au sud-ouest de la plaine de Caen, aux confins de la Suisse normande. Son bourg est à 8 km à l'est de Thury-Harcourt, à 13 km au sud-ouest de Bretteville-sur-Laize, à 19 km au nord-ouest de Falaise et à 21 km au nord-est de Condé-sur-Noireau.
Les précipitations les plus intenses sont généralement constatées en novembre. Dans l'année, le cumul atteint environ 700 mm.
| Donnay | Cesny-Bois-Halbout, Acqueville | Acqueville            |
| Donnay | Meslay                         | Acqueville, Angoville |
| Donnay | Donnay, Angoville              | Angoville             |

### Hydrographie
La commune est située dans le bassin Seine-Normandie. Elle est drainée par le ruisseau de Bactot, le ruisseau de la Vieille Maison, le ruisseau des Trois Monts et le cours d'eau 01 de la Tourelle,,.

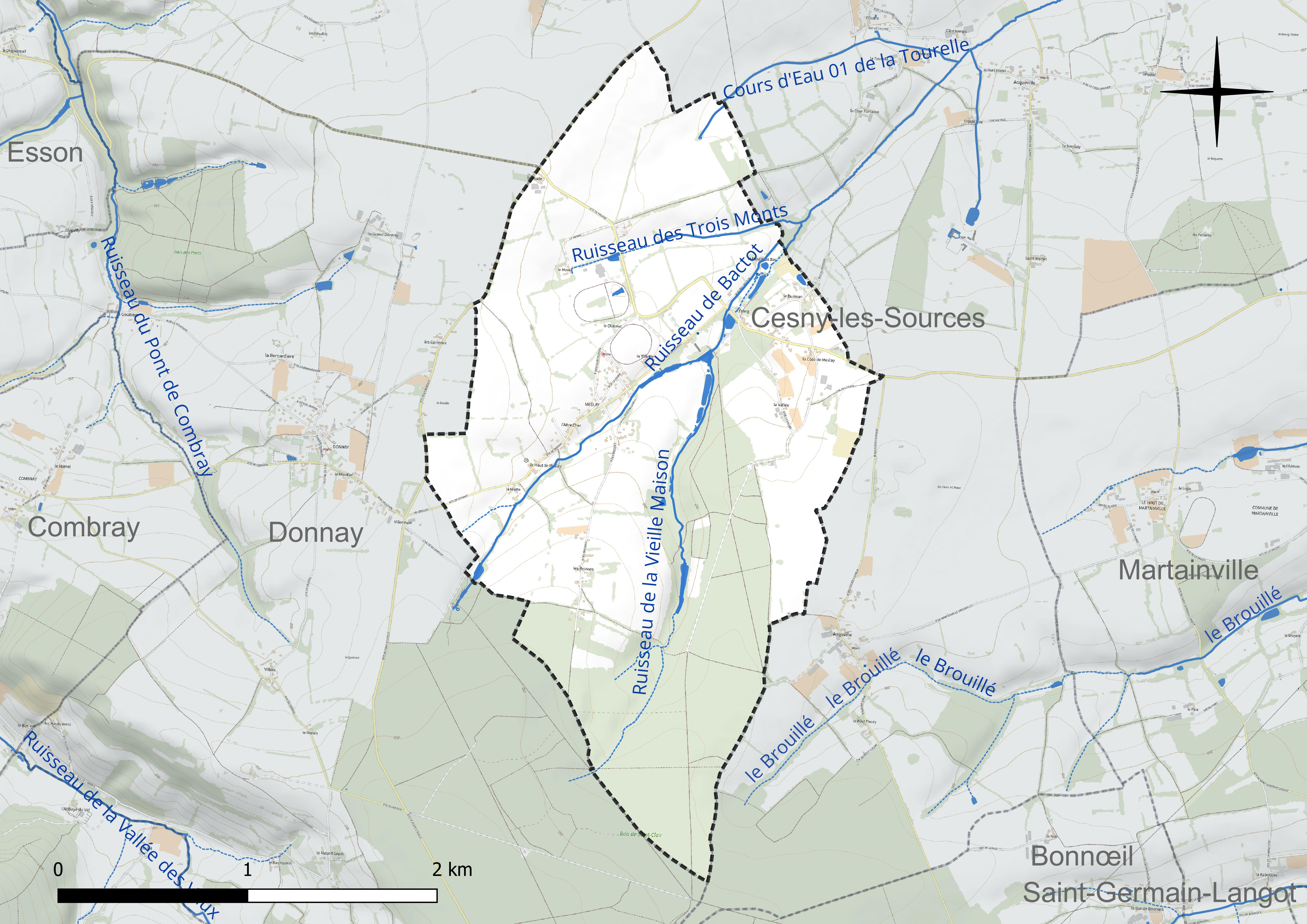
Réseau hydrographique de Meslay.

### Climat
Pour des articles plus généraux, voir Climat de la Normandie et Climat du Calvados.
En 2010, le climat de la commune est de type climat océanique franc, selon une étude du CNRS s'appuyant sur une série de données couvrant la période 1971-2000. En 2020, Météo-France publie une typologie des climats de la France métropolitaine dans laquelle la commune est exposée à un climat océanique et est dans la région climatique  Normandie (Cotentin, Orne), caractérisée par une pluviométrie relativement élevée (850 mm/a) et un été frais (15,5 °C) et venté. Parallèlement le GIEC normand, un groupe régional d'experts sur le climat, différencie quant à lui, dans une étude de 2020, trois grands types de climats pour la région Normandie, nuancés à une échelle plus fine par les facteurs géographiques locaux. La commune est, selon ce zonage, exposée à un « climat contrasté des collines », correspondant au Bocage normand, bien arrosé, voire très arrosé sur les reliefs les plus exposés au flux d'ouest, et frais en raison de l'altitude.
Pour la période 1971-2000, la température annuelle moyenne est de 10,4 °C, avec  une amplitude thermique annuelle de 13,2 °C. Le cumul annuel moyen de précipitations est de 867 mm, avec 12,9 jours de précipitations en janvier et 8 jours en juillet. Pour la période 1991-2020, la température moyenne annuelle observée sur la station météorologique la plus proche, située sur la commune de Fresney-le-Vieux à 5 km à vol d'oiseau, est de 10,8 °C et le cumul annuel moyen de précipitations est de 826,3 mm,. Pour l'avenir, les paramètres climatiques de la commune estimés pour 2050 selon différents scénarios d'émission de gaz à effet de serre sont consultables sur un site dédié publié par Météo-France en novembre 2022.

## Urbanisme

### Typologie
Au 1er janvier 2024, Meslay est catégorisée commune rurale à habitat dispersé, selon la nouvelle grille communale de densité à 7 niveaux définie par l'Insee en 2022.
Elle est située hors unité urbaine. Par ailleurs la commune fait partie de l'aire d'attraction de Caen, dont elle est une commune de la couronne,. Cette aire, qui regroupe 296 communes, est catégorisée dans les aires de 200 000 à moins de 700 000 habitants,.

### Occupation des sols
L'occupation des sols de la commune, telle qu'elle ressort de la base de données européenne d'occupation biophysique des sols Corine Land Cover (CLC), est marquée par l'importance des territoires agricoles (64 % en 2018), une proportion sensiblement équivalente à celle de 1990 (64,7 %). La répartition détaillée en 2018 est la suivante : 
prairies (39,6 %), forêts (27,5 %), terres arables (24,3 %), zones urbanisées (8,6 %). L'évolution de l'occupation des sols de la commune et de ses infrastructures peut être observée sur les différentes représentations cartographiques du territoire : la carte de Cassini (XVIIIe siècle), la carte d'état-major (1820-1866) et les cartes ou photos aériennes de l'IGN pour la période actuelle (1950 à aujourd'hui).

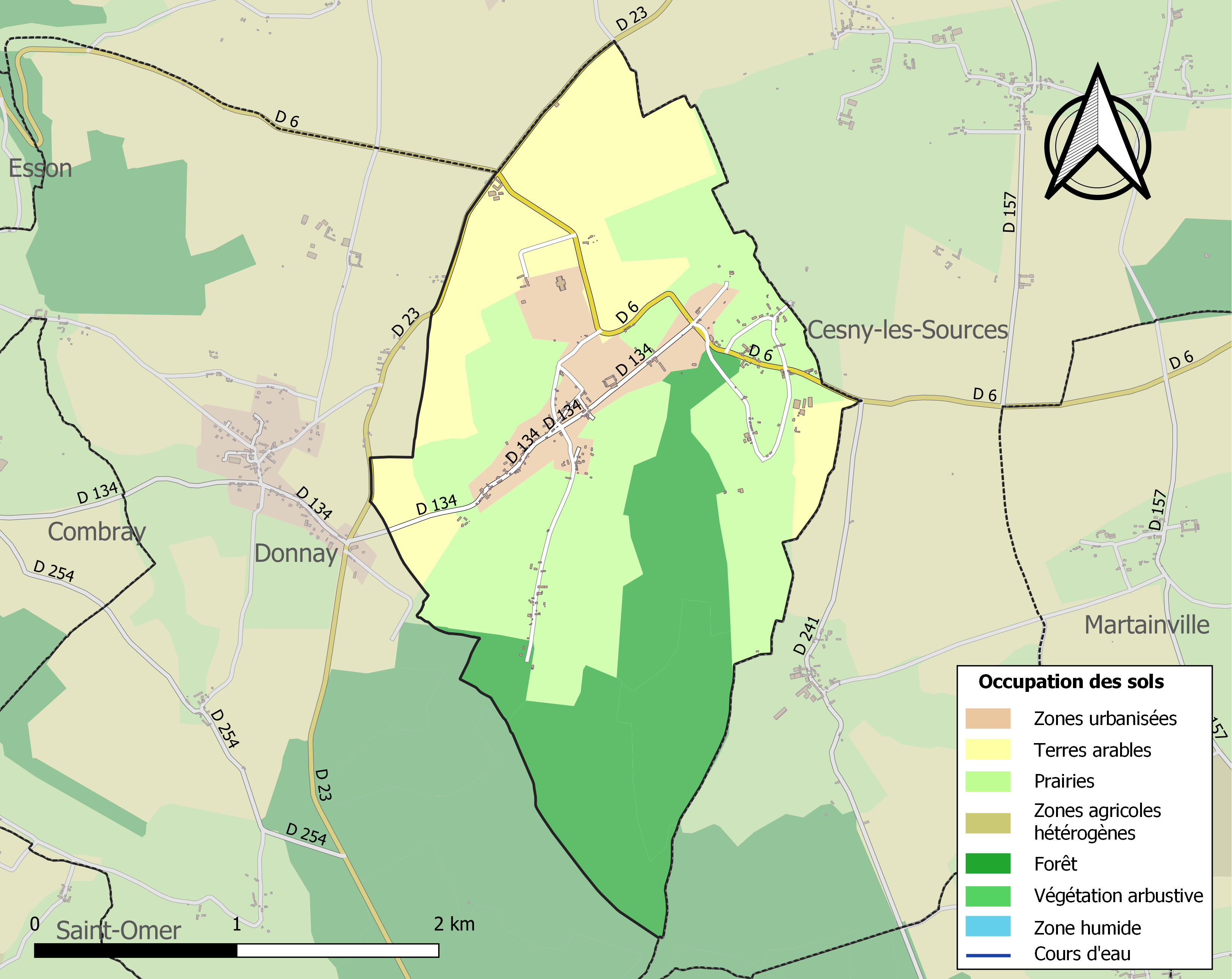
Carte des infrastructures et de l'occupation des sols de la commune en 2018 (CLC).

## Toponymie
Le nom de la localité est attesté sous les formes Merlay et Meslay en 1008 ; Merlai vers l'an mille ; Merlaium en 1207 ; Mellayum 1289 ; Mellaium et Meslaium au XIVe siècle ; Mellay en 1371.
Le toponyme serait issu d'un anthroponyme latin ou roman Merula, ou encore germanique Merila, suivi du suffixe -acum.
Cependant, il est impossible d'écarter tout à fait l'hypothèse d'un *melarium « pommier », dérivé du latin classique malum « pomme » ou de la nèfle qui se disait mêle ou mesle.
Le gentilé est Meslayen.

## Politique et administration
| Période                                  | Période   | Identité                 | Étiquette | Qualité              |
| ---------------------------------------- | --------- | ------------------------ | --------- | -------------------- |
| 1989                                     | mars 2001 | Robert Dumesnil          | S.E.      | Agriculteur retraité |
| mars 2001                                | mars 2008 | Robert Bonvoisin         | SE        |                      |
| mars 2008                                | En cours  | Christian de Courseulles | SE        | Éleveur              |
| Les données manquantes sont à compléter. |           |                          |           |                      |

Le conseil municipal est composé de onze membres dont le maire et deux adjoints.

## Démographie
L'évolution du nombre d'habitants est connue à travers les recensements de la population effectués dans la commune depuis 1793. Pour les communes de moins de 10 000 habitants, une enquête de recensement portant sur toute la population est réalisée tous les cinq ans, les populations de référence des années intermédiaires étant quant à elles estimées par interpolation ou extrapolation. Pour la commune, le premier recensement exhaustif entrant dans le cadre du nouveau dispositif a été réalisé en 2004.
En 2022, la commune comptait 344 habitants, en évolution de +21,13 % par rapport à 2016 (Calvados : +1,58 %, France hors Mayotte : +2,11 %).
Meslay a compté jusqu'à 427 habitants en 1806.
| 1793 | 1800 | 1806 | 1821 | 1831 | 1836 | 1841 | 1846 | 1851 |
| ---- | ---- | ---- | ---- | ---- | ---- | ---- | ---- | ---- |
| 357  | 365  | 427  | 370  | 385  | 350  | 346  | 354  | 373  |

| 1856 | 1861 | 1866 | 1872 | 1876 | 1881 | 1886 | 1891 | 1896 |
| ---- | ---- | ---- | ---- | ---- | ---- | ---- | ---- | ---- |
| 374  | 332  | 326  | 328  | 272  | 290  | 258  | 256  | 253  |

| 1901 | 1906 | 1911 | 1921 | 1926 | 1931 | 1936 | 1946 | 1954 |
| ---- | ---- | ---- | ---- | ---- | ---- | ---- | ---- | ---- |
| 263  | 261  | 197  | 221  | 183  | 193  | 196  | 200  | 210  |

| 1962 | 1968 | 1975 | 1982 | 1990 | 1999 | 2004 | 2006 | 2009 |
| ---- | ---- | ---- | ---- | ---- | ---- | ---- | ---- | ---- |
| 208  | 196  | 187  | 193  | 208  | 195  | 234  | 237  | 212  |

| 2014 | 2019 | 2022 | - | - | - | - | - | - |
| ---- | ---- | ---- | - | - | - | - | - | - |
| 264  | 309  | 344  | - | - | - | - | - | - |

## Économie
Cette commune rurale, loin des axes principaux de communication, vit surtout de l'élevage : bovins, chevaux. Le tourisme vert ne l'a pas encore affecté.

## Lieux et monuments

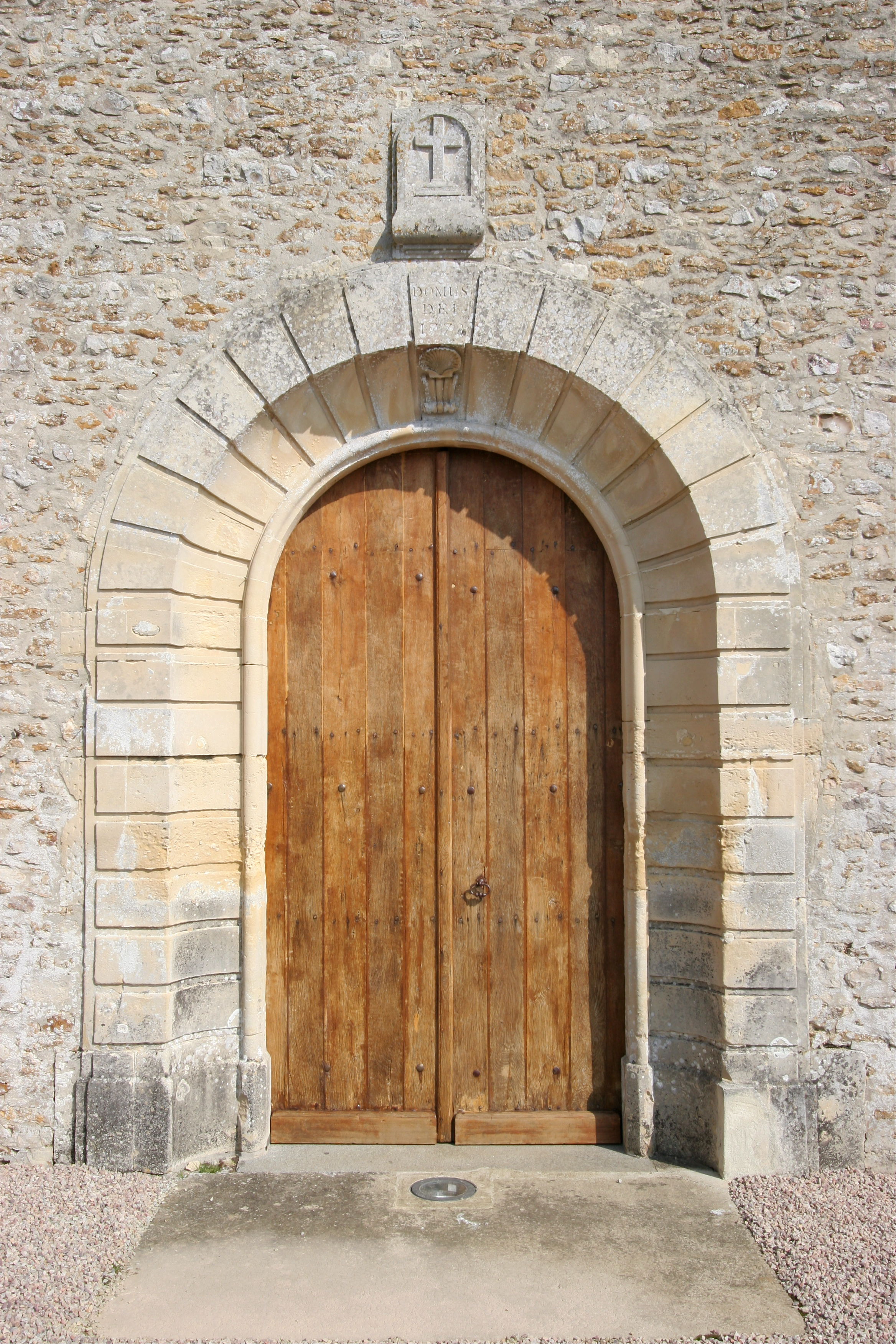
La porte, vue de face.

L'église Saint-Cellerin est située en dehors du village lui-même. Elle date du XIIIe siècle et fut remaniée à plusieurs reprises, y compris au XXe siècle. Elle est entourée de son cimetière. On remarque une inscription sur la façade : Domus Dei, ainsi que la date de réfection de la façade occidentale, 1773. Sur le voussoir, on trouve une coquille Saint-Jacques, signe que cette bâtisse accueillait les pèlerins normands en route vers Saint-Jacques-de-Compostelle.
- Château du XVIIIe siècle.

## Personnalités liées à la commune
- Guillaume Louis Darthenay (1750 - 1834 à Meslay), député du Calvados.